# Kratochviliella
Kratochviliella bicapitata és una espècie d'aranya araneomorfa de la subfamília Erigoninae, dins de la família Linyphiidae. És l'únic membre del gènere monotípic Kratochviliella.
Fou descrit per primera vegada per F. Miller l'any 1938,
Es pot trobar a Bulgària, França, Grècia i Macedònia.